# Krakowskie Trio Stroikowe
Krakowskie Trio Stroikowe – zespół muzyki kameralnej, założony w 1996 r. przy Orkiestrze Kameralnej Capella Cracoviensis z pomysłu oboisty Marka Mleczki. Ich polem działalności są dzieła muzyki od baroku po współczesność. Członkowie zespołu są pedagogami Akademii Muzycznych w Krakowie i Katowicach.

## Skład zespołu
- Marek Mleczko – obój
- Roman Widaszek – klarnet
- Paweł Solecki – fagot

## Dyskografia
- 2005 – Szałowski, Spisak, Palester, Lutosławski, Tansman, Krauze [DUX 0493 / PWM 10374]
- 2018 – Krzysztof Herdzin - Concerto & Concertino [DUX 1522]
- 2018 – Saxophone varie vol. 3 [Chopin University Press]